# Anna-Karin Celsing
Birgit Anna-Karin Eliasson Celsing, född 26 april 1962 i Spånga församling i Stockholm,  är en svensk civilekonom från Handelshögskolan. Hon var mellan april 2014 och mars 2020 styrelseordförande för Sveriges Television samt styrelseledamot för bland annat OX2, Landshypotek Bank, Lannebo Fonder. I mars 2021 invaldes hon i styrelsen för Castellum.